# Jules Semler-Collery

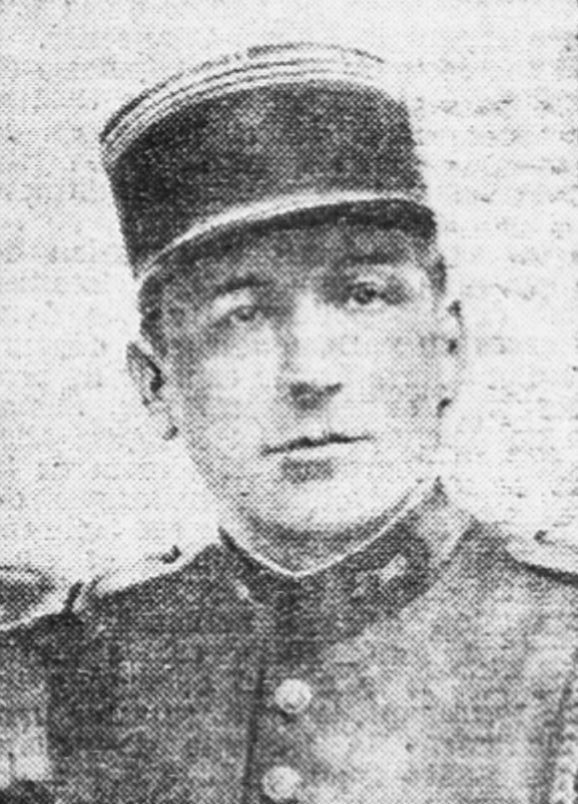
Jules Semler-Collery in 1939

Jules Louis Semler-Collery (Duinkerke (Noorderdepartement), 17 september 1902 – Montmorency (departement Val-d'Oise), 3 november 1988) was een Frans componist, muziekpedagoog, dirigent, pianist en klarinettist. Hij was de oudste zoon van het echtpaar Jules Gaspard Semler-Collery (1876-1950), eveneens componist en muziekpedagoog en Caroline Bollaert (1878 - 1940). Drie verdere zonen van dit echtpaar waren ook componisten en dirigenten zoals de tweelingbroer Armand Léopold Semler-Collery (1902-?), Paul Albert Semler-Collery (1906-?), componist en dirigent van het Orchestre de l'Harmonie des Houillères du Bassin de Lorraine en André Semler-Collery (1912-?) componist en militaire kapelmeester.

## Levensloop
Semler-Collery kreeg zijn eerste muzieklessen van zijn vader, Jules Gaspard Semler-Collery. Later studeerde hij aan het Conservatoire national supérieur de musique in Parijs, waar hij vele prijzen won. Aansluitend studeerde hij aan de La Schola Cantorum eveneens in Parijs, onder andere bij Paul Vidal en Vincent d'Indy.
In 1921 werd hij als klarinettist lid van de Musique des 31e régiment d'Infanterie in Metz. In 1925 werd hij tweede dirigent en in 1927 chef-dirigent van dit orkest. Aansluitend werd hij verzet naar Fez als kapelmeester van de muziekkapel van het 3e régiment étranger. Daarna was hij in Rabat (Marokko), om het Orchestre  symphonique de la Légion Etrangère op te richten. In 1931 kwam hij naar Frankrijk terug en werd eerst dirigent van de Musique du 95e régiment d'Infanterie de Bourges en later van de Musique du 51e régiment d'Infanterie d'Amiens. Aansluitend werd hij chef van het tweede dépôt in Brest (Frankrijk). Grote bekendheid als militaire kapelmeester bereikte hij met de Musique principal des Equipages de la Flotte in Toulon.
Als componist schreef hij vooral voor harmonieorkest, maar ook kamermuziek voor verschillende instrumenten. Meerdere van zijn kamermuziek werken staan tegenwoordig nog op de lijst van verplichte werken aan het Conservatoire national supérieur de musique waar hij soms als voorzitter van de jury fungeerde. Van 1969 tot zijn overlijden was hij president van de Confédération Musicale de France.
Hij werd onderscheiden als Officier in het Legioen van Eer, als Officier in de Orde van de Academische Palmen en als Officier in de Orde van Kunsten en Letteren.

## Composities

### Werken voor orkest
- 1939 Pastorale, voor dwarsfluiten en orkest
- 1939 Caprice, voor dwarsfluiten en orkest
- 1960 Fantaisie lyrique, voor trombone en orkest
- 1963 Cantabile et Divertissement, voor saxhoorn of tuba en orkest
- 1965 Fantaisie-caprice, voor altsaxofoon en kamerorkest
- 1969 Lorina, Moment musical voor orkest
- Romance et Tarantelle, voor cornet à piston (of trompet) en orkest
- Memmidah, oriëntaals gedicht voor zangstem en orkest
- Yvonnah

### Werken voor harmonieorkest
- 1950 Arlequinades
- 1950 Les Refrains du marin, grote selectie
- 1950 Valse caprice
- 1953 Scherzo romantique
- 1954 Les Dragons de Noailles
- 1955 Fantaisie et danse en forme de gigue, voor klarinet en harmonieorkest
- 1955 La St.-Jean à Bourbourg, fantaisie ouverture
- 1955 Menuet du Roy
- 1956 Marche du Mérite Maritime et des médailles d'honneur des marins du commerce et de la pêche, marche officielle, paroles de Jean Rodor
- 1959 Sur un theme Picard, symfonische variaties
- 1962 Marche officielle du tricentenaire du rattachement de Dunkerque à la France
- 1967 Concordia
- 1967 Marins de Provence: Marche officielle du Dépôt de Toulon, voor harmonieorkest met tamboeren en klaroenen
- 1967 Pièce funèbre
- 1968 Trois divertissement
- 1970 Marche-cortège
- 1971 Complainte, voor harmonieorkest
- 1971 Fédéraly, ouverture
- 1971 Marche-Cortège
- 1972 Pièce en forme de scherzo
- Divertissement burlesque
- Impression matinale
- Interlude symfonique sur un theme Breton
- Juniorina, ouverture
- Marche de la Marine française
- Marche officielle du dépôt de Toulon
- Marche typique
- Romance et Minuetto
- Valeur et discipline

### Kamermuziek
- 1950 Pastorale et caprices, voor dwarsfluit en piano
- 1950 Rêverie et Scherzo, voor klarinet en piano
- 1951 Récitatif et final, concoursstuk voor fagot en piano
- 1953 Barcarolle et chanson bachique, voor tuba en piano
- 1953 Divertissements, voor houtblazerstrio (hobo, klarinet en fagot)
- 1953 Légende et divertissement, voor basklarinet en piano
- 1954 Pièce concertante, voor hoorn en piano
- 1955 Fantasie et danse en forme de gigue, voor klarinet en piano
- 1955 Recit et scherzando, voor hobo (of altsaxofoon) en piano
- 1956 Cantabile, voor basklarinet (of fagot, of baritonsaxofoon) en piano
- 1959 Saxhornia, voor saxhoorn (of tuba, of bastrombone) en piano
- 1960 Chant d'amour, voor trombone en piano
- 1960 Fantaisie lyrique, voor trombone en piano
- 1962 Romance et tarentelle, voor cornet à piston (of trompet) en piano
- 1963 Cantabile et divertissement, voor tuba en piano
- 1963 Études de concert, voor klarinet en piano
- 1964 Études concertantes, voor altsaxofoon en piano
- 1964 Études mélodiques, voor trompet en piano
- 1965 Fantaisie-caprice, voor altsaxofoon en piano
- 1965 Introduction et Saltarelle, voor dwarsfluit en piano
- 1967 Tubanova, voor tuba en piano
- 1968 Nocturne et Rondo, voor cornet à piston (of trompet) en piano
- 1969 Barcarolle et danse, voor altsaxofoon en piano
- 1969 Cantilène et petit divertissement, voor hobo en piano
- 1970 Lied et final, voor klarinet en piano
- 1970 Quartetto, voor klarinetkwartet
- 1971 Deux Pièces, voor trombonekwartet
  1. Chant Élégaique
  2. Chant Héroique
- 1971 Évocation et scherzetto, voor trompet en piano
- 1971 Terzetto, voor drie klarinetten
- 1972 Mélodie expressive, voor alt- (of tenor-)saxofoon en piano
- 1972 Mélodie expressive, voor klarinet en piano
- 1972 Offrande, voor koperkwartet (2 trompetten en 2 trombones)
- 1973 Deux pièces brèves, voor bastrombone (of tuba) en piano
- 1975 Pièce de caractère, voor twee klarinetten
- 1981 Pièce récréative, voor vijf klarinetten
- 1981 Quartetto, voor vier klarinetten
- Air et Final, voor trompet en piano
- Ballade, voor basklarinet en piano
- Études lyriques, voor trombone en piano
- Fantaisie lyrique, voor trombone en piano
- Pastorale et Caprice, voor dwarsfluit en piano
- Rêverie, voor vier saxofonen (SATB)

### Werken voor piano
- 1971 Prelude
- 1974 Habanera

### Werken voor houtblaasinstrumenten
- 1963 Etudes de Concert, voor klarinet
- Petites Etudes Recreatives, voor klarinet

### Werken voor koperblaasinstrumenten
- Etudes melodiques, voor trompet
- Etudes lyriques, voor trombone